# Departamento Autónomo de Asuntos Indígenas
El Departamento Autónomo de Asuntos Indígenas (DAAI), también conocido como Departamento de Asuntos Indígenas, fue un organismo autónomo mexicano creado durante el gobierno de Lázaro Cárdenas en 1936 para la protección y mejoramiento de la población indígena. El líder agrario Graciano Sánchez fue el primer director del departamento. El DAAI impulsó el Primer Congreso Indigenista Interamericano y fue el antecedente del Instituto Nacional Indigenista.

## Historia

### Antecedentes
La Revolución Mexicana provocó que políticos e intelectuales se preocuparan por las condiciones de vida de la población indígena, lo que motivó la creación de programas de integración o incorporación indígena. En 1923 se crearon las Casas del Pueblo enfocadas en mejorar las condiciones de vida de la población indígena. A raíz de la experiencia con el Proyecto Carapan en 1932, el educador Moisés Sáenz propuso al gobierno de Lázaro Cárdenas el diseño del Departamento, que funcionaría como un órgano consultivo para el estudio de la población indígena, que hasta el momento había sido la menos beneficiada en el reparto agrario.

### Creación
El 31 de diciembre de 1935, Lázaro Cárdenas decretó la creación del Departamento de Asuntos Indígenas, nombrando como director al líder agrario Graciano Sánchez.
Las primeras campañas del departamento fueron la “campaña a favor del indio del estado de Chiapas” y la “campaña de liberación del trabajador de las fincas cafeteras” en 1936.

### Promoción del indigenismo
En 1938, el entonces subsecretario de Educación Luis Chávez Orozco fue nombrado jefe del Departamento Autónomo de Asuntos Indígenas. Durante la gestión del Chávez Orozco, el DAAI impulsó la enseñanza en lengua indígena como política educativa para la población indígena y promovió la Primera Asamblea de Filólogos y Lingüistas en mayo de 1939, así como el Primer Congreso Indigenista Interamericano, que daría pie a la creación del Instituto Indigenista Interamericano.

### Desaparición
En diciembre de 1946, el Poder Ejecutivo Federal envió una iniciativa de ley para transformar el departamento en la Dirección General de Asuntos Indígenas al considerar que las funciones atribuidas a este tendrían una atención más completa atribuyéndolas a otras dependencias. Tras su desaparición, ningún organismo quedó encargado en estudiar las condiciones de las comunidades indígenas, razón por la cual se creó en 1948 el Instituto Nacional Indigenista.